# Schilthorn
De Schilthorn is een bergtop in de Zwitserse Berner Alpen in een zone die wordt aangeduid als de Vooralpen, of specifieker in de streek de Berner Voralpen. De Schilthorn is vanuit Stechelberg in het dal en Mürren op de alp bereikbaar met een kabelbaan.
De berg biedt door zijn ligging een mooi uitzicht met naar het noorden bij goede zichtbaarheid zicht op de Jura, de Vogezen en het Zwarte Woud. Naar het zuiden is er een mooi beeld op de bergen van het hoofdmassief van de Berner Alpen.
De Schilthorn is bereikbaar voor een ervaren wandelaar. Van top naar Mürren op de alp is 3 uur en 30 minuten dalen.
De rit per kabelbaan bedraagt 32 minuten vanaf Stechelberg in het dal, waarbij drie keer moet worden overgestapt op de tussenstations Gimmelwald, Mürren en Birg.
- Stechelberg (867 m) - Gimmelwald (1367 m)
- Gimmelwald (1367 m) - Mürren (1638 m)
- Mürren (1638 m) - Birg (2677 m)
- Birg (2677 m) - Schilthorn/Piz Gloria (2970 m)

Helemaal boven op de bergtop is een constructie met restaurant en helikopterplatform en het bergstation van de kabelbaan. Het restaurant, de Piz Gloria is gebruikt bij de productie van de James Bondfilm On Her Majesty's Secret Service waar de Piz Gloria het hoofdkwartier was van SPECTRE en de werkplek van Ernst Stavro Blofeld.
De Schilthorn is tevens het eindpunt van de Jungfrau marathon en het startpunt van de jaarlijkse Inferno rennen welke 2178 meter lager in het dal van Lauterbrunnen eindigt.